# Брагинский, Эмиль Вениаминович
Эми́ль (Эммануэль) Вениами́нович Браги́нский (19 ноября 1921, Москва — 26 мая 1998, там же) — советский и российский прозаик, драматург и сценарист. Заслуженный деятель искусств РСФСР (1976). Лауреат Государственной премии СССР (1977).

## Биография
Родился 19 ноября 1921 года в Москве в семье врачей — гинеколога Вениамина Павловича Брагинского (1881—1966) и хирурга Софьи Борисовны Вольфсон (1888—1931). Являлся племянником впоследствии репрессированного прокурора Днепропетровской области Льва Исааковича Брагинского. Семья жила в Леонтьевском переулке, дом № 12, кв. 20.
Рано оставшись без матери, в 1930-е годы жил в семье старшей сестры Анны (в замужестве Розенфельд, 1908—1996).

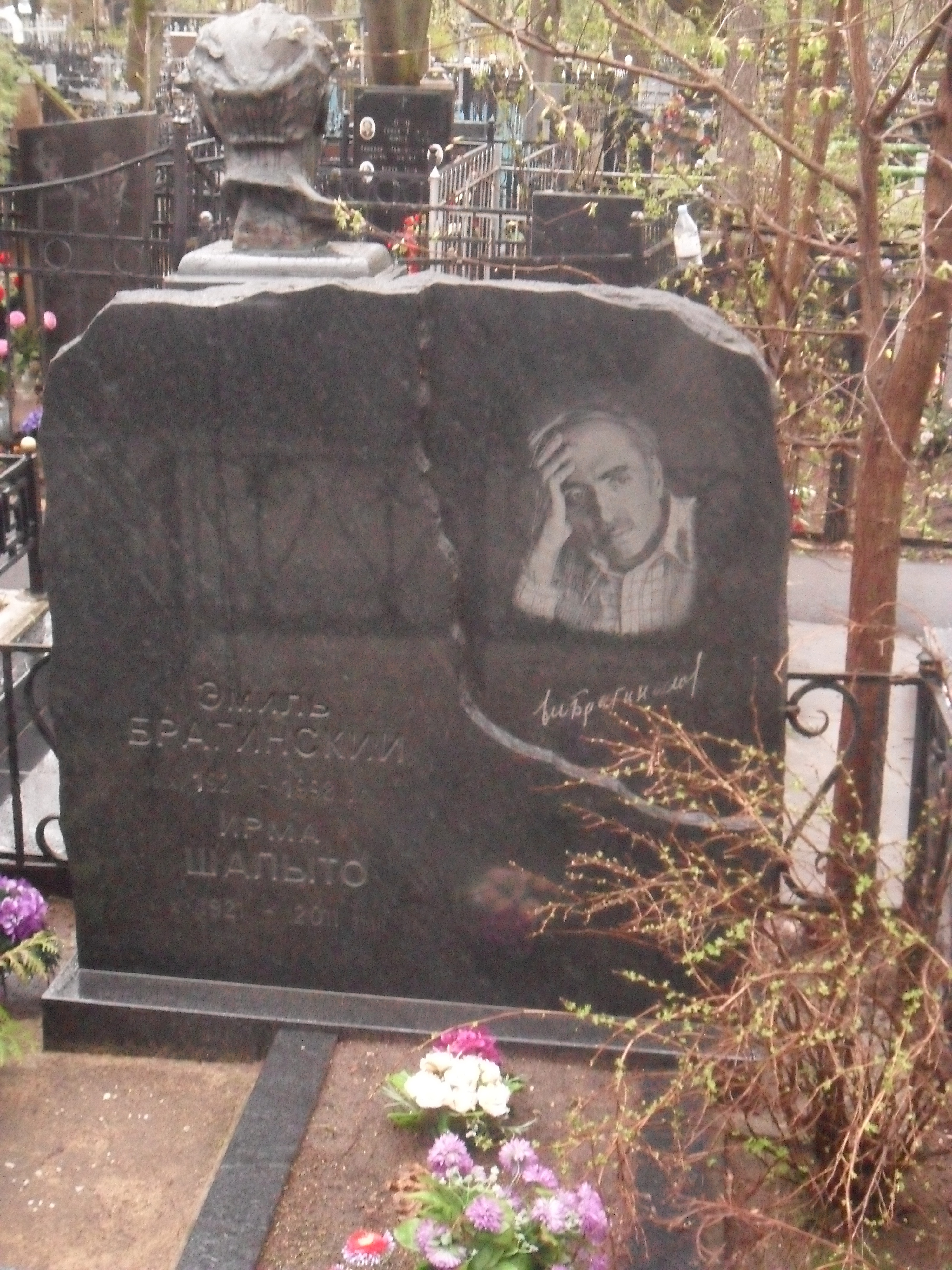
Могила Брагинского на Ваганьковском кладбище.

В 1953 году окончил Московский юридический институт.
Как киносценарист дебютировал в 1955 году фильмом «В квадрате 45». С 1963 года Эмиль Брагинский работает в творческом содружестве с Э. А. Рязановым. Первой их совместной работой стала вышедшая на экраны страны в 1966 году комедийная лента «Берегись автомобиля», снискавшая огромный зрительский успех. Затем последовали «Зигзаг удачи» и «Старики-разбойники», «Невероятные приключения итальянцев в России» и «Ирония судьбы, или С лёгким паром!», «Служебный роман» (по пьесе «Сослуживцы») и «Гараж»… Однако известный кинодраматург участвовал в создании и других фильмов — «Учитель пения» Н. Б. Бирмана, «Суета сует» А. И. Суриковой, «Хочу тебе сказать» В. В. Пичула, «Артистка из Грибова» Л. А. Квинихидзе. Вместе с В. К. Черных Эмиль Брагинский написал сценарии к драматической ленте «Любовь с привилегиями», главные роли в которой исполнили Л. Г. Полищук и В. В. Тихонов, и к комедии «Московские каникулы» с И. С. Селезнёвой и Л. И. Ярмольником.
В числе последних работ Эмиля Брагинского — вышедшая в 2000 году комедия «Тихие омуты», которую поставил Э. А. Рязанов.
С 1970-х годов жил в Москве, на улице Черняховского, дом 3.
Умер 26 мая 1998 года. Похоронен в Москве на Ваганьковском кладбище (24 уч.).

## Семья
Жена Ирма Ефремовна Шалыто (1921—2011). Сын Виктор Брагинский, художник, преподаёт на художественном факультете ВГИКа.

### Пьесы
- Раскрытое окно: Комедия в 3-х актах. Л.-М.: Искусство, 1958. — 91 с.
- На нашей улице: Комедия в 3-х д., 6-ти карт. М., 1959. — 70 л.
- Встречи на дорогах: Пьеса в 3-х ч. М., 1960. — 68 л.
- Наташкин мост: Пьеса в 3-х д. М.: ВААП-Информ, 1961. — 78 с.
- Игра воображения: Комедия в 2-х д. М.: ВААП-Информ, 1979. — 78 л.
  - [То же] // Театр. 1980. № 8. С. 167—191.
  - [То же] // Комната: [Груст. комедия в 2-х д.]. М.: Искусство, 1982. — [1], 53 с.
- Комната: Комедия в 2-х д. М.: ВААП-Информ, 1982. — 84 л.
- Такой непонятный визит: Комедия в 2-х д. М.: ВААП-Информ, 1983. — 78 л.
  - Авантюристка (Такой непонятный визит): комедия в 2 д. // Театр. 1984. № 9. С. 2—27.
- Детектив на семь персон: Комедия в 2 д. М.: ВААП-Информ, 1985. — 79 л.
  - [То же] // Театр. 1987. № 6. С. 2—26.
- Гостиница: Комедия. М.: ВААП-Информ, 1987. — 85 л.
- Воровка: почти комедия. — М.: ВААП, 1988. — 84 л.
- Лакейские игры: Лакейские игры в 2 д. М., 1989. — 79 л.
  - [То же]: комедия в 2 д. // Театр. 1990. N 3. С. 2—24.
- Это всё из-за дождя // Театр. 1992. № 2. С. 169—191.
- Жизнь бьёт ключом: комедия // Театр. 1993. № 8. С. 154—174.
- Игра втроём // Современная драматургия. 1997. № 1. С. 45—68.
  - [То же]: комедия в 8 карт. с прологом и эпилогом. — М.: Сюжеты, 2004. — [26] л.

### Сценарии и сборники
- Бобры идут по следу: Фильм-сказка / [Илл.: С. Антонов]. [М.]: Бюро пропаганды сов. киноискусства, [1972]. — [19] с.
  - [То же]. М.: Бюро пропаганды сов. киноискусства, 1975. — [19] с.
- Суета сует; Учитель пения: Киносценарии. М.: Искусство, 1979. — 127 с.
- Игра воображения: Комедии для театра. М.: Сов. писатель, 1989. — 413, [2] с. Содерж.: Игра воображения; Комната; Авантюристка; Детектив на семь персон; Гостиница; Воровка; Лакейские игры.
- Почти смешная история, и другие истории для кино, театра и для чтения тоже. М.: Искусство, 1991. — 377, [4] с. Содерж.: Учитель пения; Седые волосы; Просто так; Полина Андреевна; Маркел Владимирович; Суета сует; Почти смешная история; Поездки на старом автомобиле; Лакейские игры.

### В соавторстве с Э. А. Рязановым
- Берегись автомобиля!: Повесть. М.: Сов. Россия, 1965. — 136 с.
- Берегись автомобиля!: [Киноповесть] / [Вступит. статья Н. Зоркой]. М.: Искусство, 1967. — 206 с.
- С лёгким паром! (Однажды в новогоднюю ночь…): Комедия в 2-х д. М., 1969. — 76 л.
- Зигзаг удачи; Убийство в библиотеке; Берегись автомобиля!: [Повести]. М.: Сов. Россия, 1969. — 239 с.
- Сослуживцы: Комедия в 2 д., 11 карт. М., 1971. — 86 л.
- Старики-разбойники: Юморист. повесть. Не только для экрана, но и для чтения. [М.: Искусство, 1972]. — 152 с.
- Родственники: Комедия в 2-х д., 10 карт. М., 1973. — 71 л.
- Сослуживцы; Родственники: Комедии. М.: Искусство, 1974. — 126 с.
- Притворщики: Комедия. М., 1976. — 83 л.
- Аморальная история: Комедия в 2-х д. М., 1978. — 85 л.
- Смешные невесёлые истории: Комедии для кино и телевидения. М.: Искусство, 1979. — 279 с. Содерж.: Ирония судьбы, или С лёгким паром; Старики-разбойники; Зигзаг удачи; Берегись автомобиля.
- Ирония судьбы, или С лёгким паром: Комедии для театра. М.: Сов. писатель, 1983. — 367 с. Содерж.: Ирония судьбы, или С лёгким паром; Притворщики; Сослуживцы; Гараж; Аморальная история; Родственники.
- Вокзал для двоих; Гараж: Киносценарии. М.: Искусство, 1984. — 135 с.
- Забытая мелодия для флейты: Киноповесть. М.: Искусство, 1989. — 98, [3] с.

## Фильмография
- 1955 — В квадрате 45
- 1955 — Мексиканец
- 1957 — Сын рыбака
- 1959 — Василий Суриков
- 1961 — Совершенно серьёзно («История с пирожками»)
- 1963 — Если ты прав…
- 1964 — До осени далеко
- 1966 — Автомобиль, любовь и горчица
- 1966 — Маленький беглец
- 1966 — Берегись автомобиля
- 1967 — Когда дождь и ветер стучат в окно
- 1969 — Зигзаг удачи
- 1969 — Каждый вечер в одиннадцать
- 1970 — Бобры идут по следу
- 1971 — Снежные люди
- 1971 — Человек с другой стороны
- 1971 — Старики-разбойники
- 1972 — Учитель пения
- 1973 — Невероятные приключения итальянцев в России
- 1973 — Сослуживцы
- 1975 — Ирония судьбы, или С лёгким паром!
- 1975 — Шаг навстречу
- 1977 — Почти смешная история
- 1977 — Служебный роман
- 1979 — Суета сует
- 1979 — Гараж
- 1981 — Родственники
- 1982 — Вокзал для двоих
- 1983 — Нежданно-негаданно
- 1985 — Поездки на старом автомобиле
- 1985 — Хочу тебе сказать…
- 1987 — Забытая мелодия для флейты
- 1988 — Артистка из Грибова
- 1989 — Любовь с привилегиями
- 1995 — Игра воображения
- 1995 — Трамвай в Москве
- 1995 — Московские каникулы
- 1995 — Воровка
- 1998 — Райское яблочко
- 2000 — Тихие омуты

## Награды и премии
- Государственная премия СССР (1977) — за сценарий фильма «Ирония судьбы, или С лёгким паром!» (1975).
- Государственная премия РСФСР имени братьев Васильевых (1979) — за сценарий фильма «Служебный роман» (1977).
- Заслуженный деятель искусств РСФСР (1976).
- орден Трудового Красного Знамени